# جورج بليمبتون
جورج بليمبتون (بالإنجليزية: George Plimpton)‏ (و. 1927 – 2003 م) هو صحفي، وكاتب، وممثل، وبروفيسور (أستاذ جامعي) من الولايات المتحدة الأمريكية. ولد في مدينة نيويورك.
توفي في مدينة نيويورك.

## التعليم
تعلم في جامعة هارفارد.

## روابط خارجية
- جورج بليمبتون على موقع IMDb (الإنجليزية)
- جورج بليمبتون على موقع الموسوعة البريطانية (الإنجليزية)
- جورج بليمبتون على موقع ألو سيني (الفرنسية)
- جورج بليمبتون على موقع ميوزك برينز (الإنجليزية)
- جورج بليمبتون على موقع أول موفي (الإنجليزية)
- جورج بليمبتون على موقع قاعدة بيانات الأفلام السويدية (السويدية)
- جورج بليمبتون على موقع إن إن دي بي (الإنجليزية)
- جورج بليمبتون على موقع ديسكوغز (الإنجليزية)
- جورج بليمبتون على موقع قاعدة بيانات الفيلم (الإنجليزية)
- جورج بليمبتون على موقع كينوبويسك (الروسية)